# Diócesis de Dharmapuri
La diócesis de Dharmapuri (en latín: Dioecesis Dharmapuriensis y en inglés: Roman Catholic Diocese of Dharmapuri) es una circunscripción eclesiástica de la Iglesia católica en India. Se trata de una diócesis latina, sufragánea de la arquidiócesis de Pondicherry y Cuddalore. Desde el 13 de enero de 2012 su obispo es Lawrence Pius Dorairaj.

## Territorio y organización
La diócesis tiene 9641 km² y extiende su jurisdicción sobre los fieles católicos de rito latino residentes en el estado de Tamil Nadu en los distritos de: Dharmapuri y Krishnagiri.
La sede de la diócesis se encuentra en la ciudad de Dharmapuri, en donde se halla la Catedral del Sagrado Corazón de Jesús.
En 2021 en la diócesis existían 47 parroquias.

## Historia
La diócesis fue erigida el 24 de enero de 1997 con la bula Totius dominici gregis del papa Juan Pablo II, obteniendo el territorio de la diócesis de Salem.

## Estadísticas
Según el Anuario Pontificio 2022 la diócesis tenía a fines de 2021 un total de 57 648 fieles bautizados.
| Año                                                                             | Población            | Población | Población      | Sacerdotes | Sacerdotes    | Sacerdotes    | Bautizados por sacerdote | Diáconos permanentes | Religiosos | Religiosos | Parroquias |
| Año                                                                             | Bautizados católicos | Total     | % de católicos | Total      | Clero secular | Clero regular | Bautizados por sacerdote | Diáconos permanentes | Varones    | Mujeres    | Parroquias |
| ------------------------------------------------------------------------------- | -------------------- | --------- | -------------- | ---------- | ------------- | ------------- | ------------------------ | -------------------- | ---------- | ---------- | ---------- |
| 1997                                                                            | 39 147               | 220 788   | 17.7           | 40         | 35            | 5             | 978                      |                      | 5          | 192        | 22         |
| 2002                                                                            | 42 126               | 2 630 810 | 1.6            | 53         | 42            | 11            | 794                      |                      | 11         | 246        | 27         |
| 2003                                                                            | 43 082               | 2 733 252 | 1.6            | 55         | 45            | 10            | 783                      |                      | 10         | 250        | 30         |
| 2004                                                                            | 43 589               | 2 790 456 | 1.6            | 58         | 48            | 10            | 751                      |                      | 10         | 250        | 30         |
| 2006                                                                            | 52 169               | 2 856 300 | 1.8            | 63         | 51            | 12            | 828                      |                      | 12         | 235        | 32         |
| 2013                                                                            | 54 200               | 3 018 500 | 1.8            | 92         | 65            | 27            | 589                      |                      | 28         | 304        | 39         |
| 2016                                                                            | 55 350               | 3 386 652 | 1.6            | 105        | 65            | 40            | 527                      |                      | 44         | 300        | 41         |
| 2019                                                                            | 55 043               | 3 380 000 | 1.6            | 72         | 70            | 2             | 764                      |                      | 2          | 300        | 84         |
| 2021                                                                            | 57 648               | 3 400 300 | 1.7            | 112        | 67            | 45            | 514                      |                      | 45         | 244        | 47         |
| Fuente: Catholic-Hierarchy, que a su vez toma los datos del Anuario Pontificio. |                      |           |                |            |               |               |                          |                      |            |            |            |

## Episcopologio
- Joseph Anthony Irudayaraj, S.D.B. † (24 de enero de 1997-13 de enero de 2012 retirado)
- Lawrence Pius Dorairaj, desde el 13 de enero de 2012